# The Dark Avenger
The Dark Avenger (bra O Príncipe Negro), também conhecido como The Warriors   e The Black Prince no início da produção, é um filme britano-americano de 1955, dos gêneros ficção histórica e aventura, dirigido por Henry Levin para a Allied Artists Pictures, com roteiro de Daniel B. Ullman e trilha sonora é de Cedric Thorpe Davie.
Foi o último filme de aventura histórica ("swashbuckler") do astro Errol Flynn.

## Elenco
- Errol Flynn....Edward, Príncipe de Gales
- Joanne Dru...Lady Joan Holland
- Peter Finch...Conde de Ville
- Yvonne Furneaux...Marie
- Patrick Holt...Sir Ellys
- Michael Hordern...Rei Edward III
- Moultrie Kelsall...Sir Bruce
- Robert Urquhart...Sir Philip
- Noel Willman...Du Guesclin
- Frances Rowe...Genevieve
- Alastair Hunter...Libeau
- Rupert Davies...Sir John
- Ewen Solon...D'Estell
- Vincent Winter...John Holland
- Richard O'Sullivan...Thomas Holland
- Jack Lambert...Dubois
- John Welsh...Gurd
- Harold Kasket...Arnaud
- Leslie Linder...François Le Clerc
- Robert Brown...Primeiro Cavaleiro Francês
- John Phillips...Segundo Cavaleiro Francês

## Sinopse
Em 1359, após uma sangrenta batalha da Guerra dos Cem Anos no norte da França, o rei daquele país é capturado e o monarca britânico, Eduardo III, reivindica o domínio da região e nomeia seu filho Eduardo, Príncipe de Gales, como Duque de Aquitânia, retornando para a Inglaterra. O príncipe logo conquista a simpatia dos camponeses mas os nobres franceses liderados pelo orgulhoso Conde de Ville planejam se rebelar e expulsar os ingleses. Aproveitam-se de que uma nobre inglesa, a viúva Lady Joan, chega a um castelo próximo e a sequestram, obrigando Eduardo a tentar resgatá-la. Os franceses se aproveitam do maior número e obrigam as tropas de Eduardo a baterem em retirada. O príncipe se esconde na floresta acompanhado do amigo Sir John, e com a ajuda da camponesa Marie, rouba uma antiga armadura e se disfarça no misterioso "cavaleiro negro", conseguindo se infiltrar na corte do conde de Ville para descobrir seus planos e resgatar Lady Joan.

## Produção
Foi a principal produção da Allied Artists na temporada de 1953-54, em coprodução com a Associated British Pictures, para ser filmada na Inglaterra, em CinemaScope e Technicolor. Foi pessoalmente produzido por Walter Mirisch, o chefe de produção da Allied Artists na época. Mirisch tinha desenvolvido o projeto com Dan Ullman.
O uso do CinemaScope da 20th Century Fox levou aquele estúdio a se tornar sócio da produção e da distribuição do filme, parte de um acordo com a Allied Artists (Foi um dos dois filmes produzidos pelo acordo, o outro foi The Adventures of Haji Baba). Allied Artists pegou os direitos da distribuição no Oriente enquanto a Fox ficou com os do Ocidente. O acordo foi suficiente para que os custos fossem bancados e permitiu a Allied usufruir da vantagem do melhor sistema de distribuição da Fox em países estrangeiros para filmes em CinemaScope. Também garantiu recursos para o pagamento do salário de Errol Flynn como protagonista.
Para integrar o elenco foram contratados Joanne Dru para o principal papel feminino e Peter Finch como o vilão. Henry Levin foi escolhido para dirigir devido aos numerosos filmes swashbucklers que realizara para a 20th Century Fox e Columbia. O filme foi descrito como o maior empreendimento da história da Allied Artists.
As filmagens tiveram início em 2 de agosto de 1954. As partes principais foram feitas no Elstree Studios, usando um castelo construído pela MGM para Ivanhoe de 1952.
Flynn entrou para a produção pouco depois da sua proposta de filmar uma história sobre Guilherme Tell não conseguir apoio e ter ficado mal de recursos. Walter Mirisch escreveu em suas memórias que Flynn tinha raspado o bigode durante a pré-produção para ficar com uma aparência mais jovem; Mirish não gostou e quis que no roteiro fosse incluído Flynn usando o bigode. Os produtores disseram que Flynn frequentemente bebia durante o trabalho e em meio as tomadas, esquecendo-se dos diálogos.
"Ele também não estava com uma aparência boa no filme" escreveu Mirisch em tradução livre, como as demais. "Seu rosto estava inchado e estava claro que era velho para o papel, mas eu esperava que a iluminação amenizasse essa impressão. Não aconteceu. Antes do começo das filmagens, eu pedi a ele que fizesse uma dieta e reduzisse de peso, mas ele não o fez. Restaram apenas alguns traços em seu rosto, físico e charme da bela figura que mostrara em The Adventures of Robin Hood, Captain Blood, The Sea Hawk e todos aqueles grandes espetáculos da sua juventude".

## Recepção
De acordo com o The New York Times, o filme é sem-graça...em muitas partes. Mas essa atração da Allied Artists ... segura três pontos que ao menos o tornam palatável. Número um, a fotografia de Guy Green que dá o colorido da Inglaterra do Elstree Studios, misturando as imagens dos castelos medievais e figurinos às paisagens adoráveis, com tudo muito atraente. Número dois, há ação. Finalmente—talvez em consequência—a familiar trama histórica que se desenrola com uma surpreendente falta de pretensão para esse gênero de filme. Escapando das armadilhas conhecidas, contudo, o conjunto deveria funcionar—mas não—como um modesto faroeste, concentra-se no nobre cowboy que persegue os gananciosos barões de terra franceses, salvando o lugar para os camponeses e o papa (sua Majestade, Rei Eduardo I (sic))".
O Los Angeles Times classificou a película de "um inferior mas colorido swashbuckler".